# Resolutie 1497 Veiligheidsraad Verenigde Naties
Resolutie 1497 van de Veiligheidsraad van de Verenigde Naties werd unaniem door de VN-Veiligheidsraad aangenomen op 1 augustus 2003.

## Achtergrond
Na de hoogtijdagen onder het decennialange bestuur van William Tubman, die in 1971 overleed, greep Samuel Doe de macht. Diens dictatoriale regime ontwrichtte de economie en er ontstonden rebellengroepen tegen zijn bewind, waaronder die van de latere president Charles Taylor. In 1989 leidde de situatie tot een burgeroorlog waarin de president vermoord werd. De oorlog bleef nog doorgaan tot 1996. Bij de verkiezingen in 1997 werd Charles Taylor verkozen en in 1999 ontstond opnieuw een burgeroorlog toen hem vijandige rebellengroepen delen van het land overnamen. Pas in 2003 kwam er een staakt-het-vuren en werden VN-troepen gestuurd. Taylor ging in ballingschap en de regering van zijn opvolger werd al snel vervangen door een overgangsregering. In 2005 volgden opnieuw verkiezingen, waarna Ellen Johnson-Sirleaf de nieuwe president werd.

## Inhoud

### Waarnemingen
Men was diep bezorgd om het conflict in Liberia en de humanitaire gevolgen. Er moest een veilige omgeving worden gecreëerd waarin de mensenrechten werden gerespecteerd en de bevolking en hulpverleners beschermd.
Op 30 juni had de secretaris-generaal gevraagd om een multinationale macht in het land te autoriseren.

### Handelingen
Bij deze werden de lidstaten geautoriseerd om een multinationale macht op
te zetten in Liberia om het staakt-het-vurenakkoord van 17 juni te ondersteunen, de veiligheid te
handhaven tijdens de presidentiële machtswissel en de komst van een VN-stabilisatiemacht voor te bereiden.
Die zou de overgangsregering bijstaan en tegen 1 oktober ontplooid moeten worden. Intussen werd de
UNAMSIL-vredesmacht in buurland Sierra Leone geautoriseerd om gedurende dertig dagen de
ECOWAS-voorhoede van de macht logistiek te ondersteunen.
Voorts moesten alle partijen in Liberia, en vooral de rebellengroepen LURD en MODEL, het staakt-het-vuren
in stand houden en meewerken aan het kader van een overgangsregering tot verkiezingen konden doorgaan.
Hierbij was de medewerking van president Charles Taylor van cruciaal belang.
Op LURD en MODEL werd voorts ook aangedrongen geen staatsgrepen te pogen.

## Verwante resoluties
- Resolutie 1458 Veiligheidsraad Verenigde Naties
- Resolutie 1478 Veiligheidsraad Verenigde Naties
- Resolutie 1509 Veiligheidsraad Verenigde Naties
- Resolutie 1521 Veiligheidsraad Verenigde Naties

Lijst ·  1455 ·  1456 ·  1457 ·  1458 ·  1459 ·  1460 ·  1461 ·  1462 ·  1463 ·  1464 ·  1465 ·  1466 ·  1467 ·  1468 ·  1469 ·  1470 ·  1471 ·  1472 ·  1473 ·  1474 ·  1475 ·  1476 ·  1477 ·  1478 ·  1479 ·  1480 ·  1481 ·  1482 ·  1483 ·  1484 ·  1485 ·  1486 ·  1487 ·  1488 ·  1489 ·  1490 ·  1491 ·  1492 ·  1493 ·  1494 ·  1495 ·  1496 ·  1497 ·  1498 ·  1499 ·  1500 ·  1501 ·  1502 ·  1503 ·  1504 ·  1505 ·  1506 ·  1507 ·  1508 ·  1509 ·  1510 ·  1511 ·  1512 ·  1513 ·  1514 ·  1515 ·  1516 ·  1517 ·  1518 ·  1519 ·  1520 ·  1521